# Gruppo 63
Le Gruppo 63 (écrit aussi Gruppo '63 en référence à l'année 1963) est un mouvement littéraire qui naît à Palerme en octobre 1963 à la suite d'une réunion qui s'est tenue à Solonte de jeunes intellectuels très critiques envers les œuvres littéraires encore liées aux modèles traditionnels typiques des années 1950.
Le groupe rassemble des poètes, des écrivains, des critiques et des intellectuels animés du désir d'expérimenter de nouvelles formes d'expression, rompant avec les schémas traditionnels.
Se réclamant à l'avant-garde du début du siècle, le groupe est proche des idées marxistes et des théories du structuralisme. Sans se donner des règles, il est à l'origine d'œuvres d'une absolue liberté sans une trame précise, comme Alberto Arbasino en est l'exemple, parfois marquée par l'engagement social militant, comme les écrits de Elio Pagliarani. Dans tous les cas, ils contestent et rejettent les formes typiques du roman néoréaliste et de la poésie traditionnelle, poursuivant une étude expérimentale de formes linguistiques et de leurs contenus.
Ignoré par le grand public, le groupe suscite l'intérêt des critiques littéraires en raison des polémiques qu'il suscite en critiquant vivement les auteurs à l'époque déjà «consacrés» par la renommée tels que Carlo Cassola, Giorgio Bassani et Vasco Pratolini, ironiquement appelé « Liale », en référence à Liala, l'auteure de romans d'amour.
Le Groupe 63 propose et tente un renouvellement du panorama plutôt fermé de la littérature italienne, mais son détachement aristocratique du sentiment commun et la complexité des codes de communication en font un mouvement élitiste, « cérébral ». En outre, certaines accusations portées contre les « conservateurs » de la littérature, puis avec le temps reconsidérés, sont amplifiées par des journaux et leurs adversaires.
Parmi les auteurs, critiques et écrivains du Groupe 63, on trouve : Arbasino, Luciano Anceschi, Nanni Balestrini, Renato Barilli, Achille Bonito Oliva, Giorgio Celli, Furio Colombo, Corrado Costa, Fausto Curi, Roberto Di Marco, Umberto Eco, Enrico Filippini, Alfredo Giuliani, Alberto Gozzi, Angelo Guglielmi, Germano Lombardi, Giorgio Manganelli, Giulia Niccolai, Elio Pagliarani, Michele Perriera, Lamberto Pignotti, Antonio Porta, Edoardo Sanguineti, Giuliano Scabia, Adriano Spatola, Aldo Tagliaferri, Gian Pio Torricelli et Sebastiano Vassalli. Plus à la marge : Nanni Cagnone, Gianni Celati, Alice Ceresa, Giordano Falzoni, Luigi Gozzi, Francesco Leonetti, Luigi Malerba, Marina Mizzau, Rossana Ombres, Nico Orengo, Amelia Rosselli, Gaetano Testa, Carla Vasio et Cesare Vivaldi.
Le groupe, qui se dissout en 1969, donne naissance aux revues Malebolge, Quindici et Grammatica, et influence les choix des collections de livres comme celles de Materiali de Feltrinelli et plus tard, La ricerca letteraria de Einaudi.